# Cyatholipidae
Cyatholipidae zijn een familie van spinnen. De familie telt 23 beschreven geslachten en 58 soorten.

## Geslachten
- Alaranea Griswold, 1997
- Buibui Griswold, 2001
- Cyatholipus Simon, 1894
- Forstera Koçak & Kemal, 2008
- Hanea Forster, 1988
- Ilisoa Griswold, 1987
- Isicabu Griswold, 1987
- Kubwa Griswold, 2001
- Lordhowea Griswold, 2001
- Matilda Forster, 1988
- Pembatatu Griswold, 2001
- Pokennips Griswold, 2001
- Scharffia Griswold, 1997
- Teemenaarus Davies, 1978
- Tekella Urquhart, 1894
- Tekellatus Wunderlich, 1978
- Tekelloides Forster, 1988
- Ubacisi Griswold, 2001
- Ulwembua Griswold, 1987
- Umwani Griswold, 2001
- Uvik Griswold, 2001
- Vazaha Griswold, 1997
- Wanzia Griswold, 1998

## Taxonomie
Voor een overzicht van de geslachten en soorten behorende tot de familie zie de lijst van Cyatholipidae.